# 人工地震

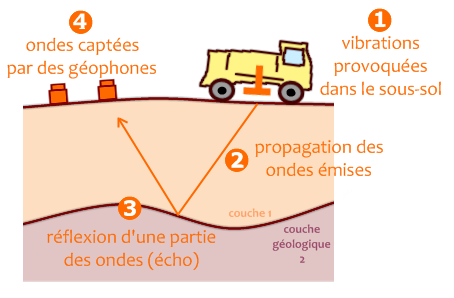
反射法による地中探査。
1. 人工地震を発生させる。
2. 地震波が地中を進む。
3. 地層の境目などで地震波が反射される。
4. 反射した地震波を地震計で捉える。

人工地震（じんこうじしん）は、人工的に起こされる地震動である。主に、地中を探査する人工地震探査のために起こされる。

## 概要
人工地震は、人工的な発破などにより発生する。一方、通常の地震動を発生させる地震のことを、自然地震と呼ぶことがある。
土木工事などに使われる発破は、地震波を発生させるため、しばしば自然地震と誤認される。ただし地震波には、P波に比べてS波が小さい、表面波が卓越する、すべての観測点でP波初動が押し波となる、P波の波形が単純で立ち上がりが比較的鋭い、震源の深さがほぼ0であるなどの特徴があり、自然地震による地震動との判別は可能である。核爆発によるものも代表的な人工地震のひとつであり、大規模な地震動となった例もある（後述）。こちらも地震波に前述と同じ特徴があるため、識別及び感知が可能であり、地震計による核実験の監視に活用されている。また、自然地震との判別が可能なことを利用して地殻や上部マントルの構造を研究する爆破地震学（制御震源地震学）がある。人工地震による地殻構造の解析は震央・震源時が正確に分かり、地震が発生しない地域でも研究が可能という利点がある。一方で発生する地震波の振幅が小さいなどの欠点も存在する。

## 人工震源
人工地震を発生させる装置を人工震源と呼ぶ。地震学での震源とは意味が異なる。
爆薬
主にダイナマイトが使われる。従来の一般的な震源だが、危険物の取り扱いに難があること、震源周辺に対する悪影響が大きいことから、爆薬以外の「非爆薬震源」に切り替わりつつある。

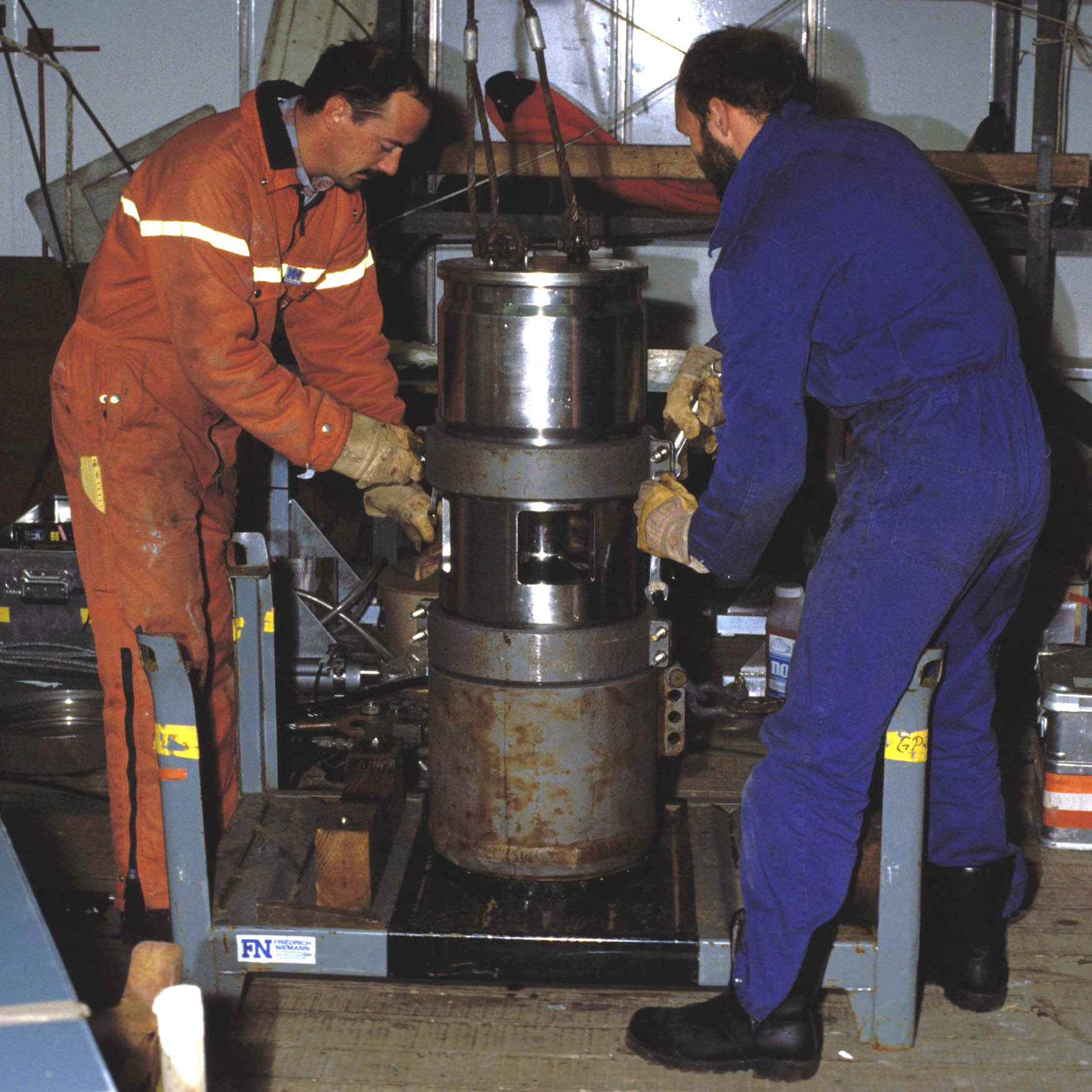
エアガン
水中で圧縮空気を放出する。水中では（爆薬と並んで）よく使われる。
ウォーターガン
水中に水を放出する。エアガンと異なり、ノイズ源となる気泡が発生しない。
スパーカー
水中で放電させる。周波数が高いため微細構造の探査に適す。
サンパー
マス（重し）を地面に落下させる。
バイブロサイス
マスを機械に振動させスイープ波を発生させる。瞬間的なパルス波ではないため、震源周辺への影響が少ない。

## 人工地震探査

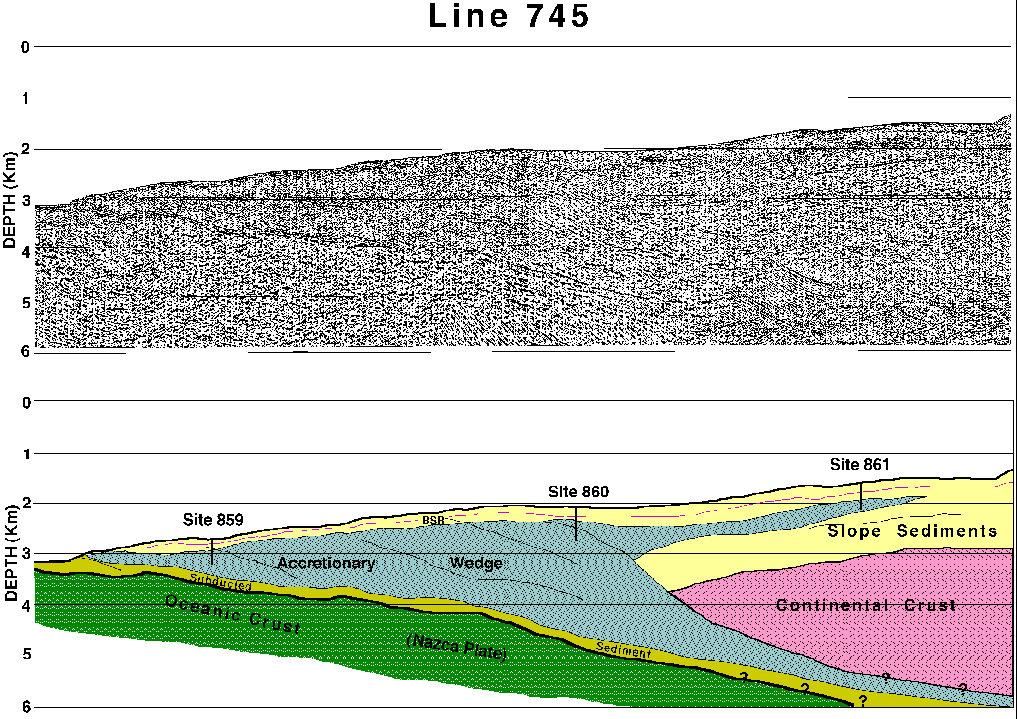
人工地震による南米沖太平洋海底の探査結果

地震波を使って地中を探査する。反射波を捉える反射法と、屈折波を捉える屈折法がある。通常の人工地震によるもの以外に、核実験や自然地震による地震波も、地球深部（核やマントルなど）の探査に使うことができる。

## 人工地震観測
人工地震を観測することで、地下構造の推定に役立てる手法もある。断層運動や火山活動に起因する自然地震に比べて地震波形が単純であるため、地震波トモグラフィーなどに生かしやすいとされる。またこれを応用して、国際的に認められない核保有国が秘密裏に行なう核実験を探知するのに使用される。

## 核実験による人工地震
地下核実験による人工地震も過去に観測されているが、米軍による過去最大の地下核実験でも地上での地震の揺れは観測できず、北朝鮮の核実験でもマグニチュード4程度と、地上での地震の揺れはいずれも軽微なものであった。

### アメリカにおける人工地震
アメリカ合衆国が1971年から1972年にかけて行なった地下核実験（グロメット作戦）のうち、1971年アムチトカ島における地下核実験（カニキン・プロジェクト）においてW71核弾頭が使用された際、核出力は5Mtで地下核実験としては最大規模の記録を出した。実体波マグニチュード6.97の人工地震も記録した。しかし、地上では地震のゆれは観測できなかった。なお、実体波マグニチュード6.97というと相当大きいようであるが、実体波マグニチュードと地震の報道でよく用いられるマグニチュードは算定方法が違う別の単位である。

### ロシア・ソ連における人工地震
1973年9月12日に、ノヴァヤゼムリャの北島で行われた核出力4.2Mtの地下核実験では、マグニチュード6.97に相当する揺れが発生したという報道が有るが、科学技術庁原子力局の「原子力委員会月報」1973年9月号にはこの記載がない。。

### 北朝鮮における人工地震
北朝鮮が2017年までに実施した6回の核実験では、いずれもマグニチュード4.0以上に相当する揺れが直後に確認されている。特に2017年9月3日に実施した核実験については、9月23日に2回、10月13日に1回、12月2日に1回観測された地震をも引き起こしたと結論付けられている。

## 誘発地震
人工震源と異なり、人為的な原因によって引き起こされる自然地震（誘発地震）のことを、同じく「人工地震」と呼称する場合がある。
この誘発地震はしばしば陰謀論に関連付けられ、核実験や二酸化炭素貯留あるいは特定の研究機関が関与しているといった誤情報が拡散されることがある。
実際に、震度１の地震を誘発しようとして、震度４～５の地震が引き起こされた事故が、１９８４年３月に神奈川県小田原市で起きている。この実験では、寿町酒匂川の河川敷の地下１００メートルに、三百キロの爆薬を埋めて爆発させた。このことから、地盤の弱い場所なら、比較的に少ない火薬量でも、大地震を誘発可能と考えられる。つまり、自然地震が発生する場所なら、元々地盤が弱いと考えられるため、大声だけで雪崩が引き起こされるように、地震が簡単に誘発される可能性が高い。